# Мемориал Радиологии

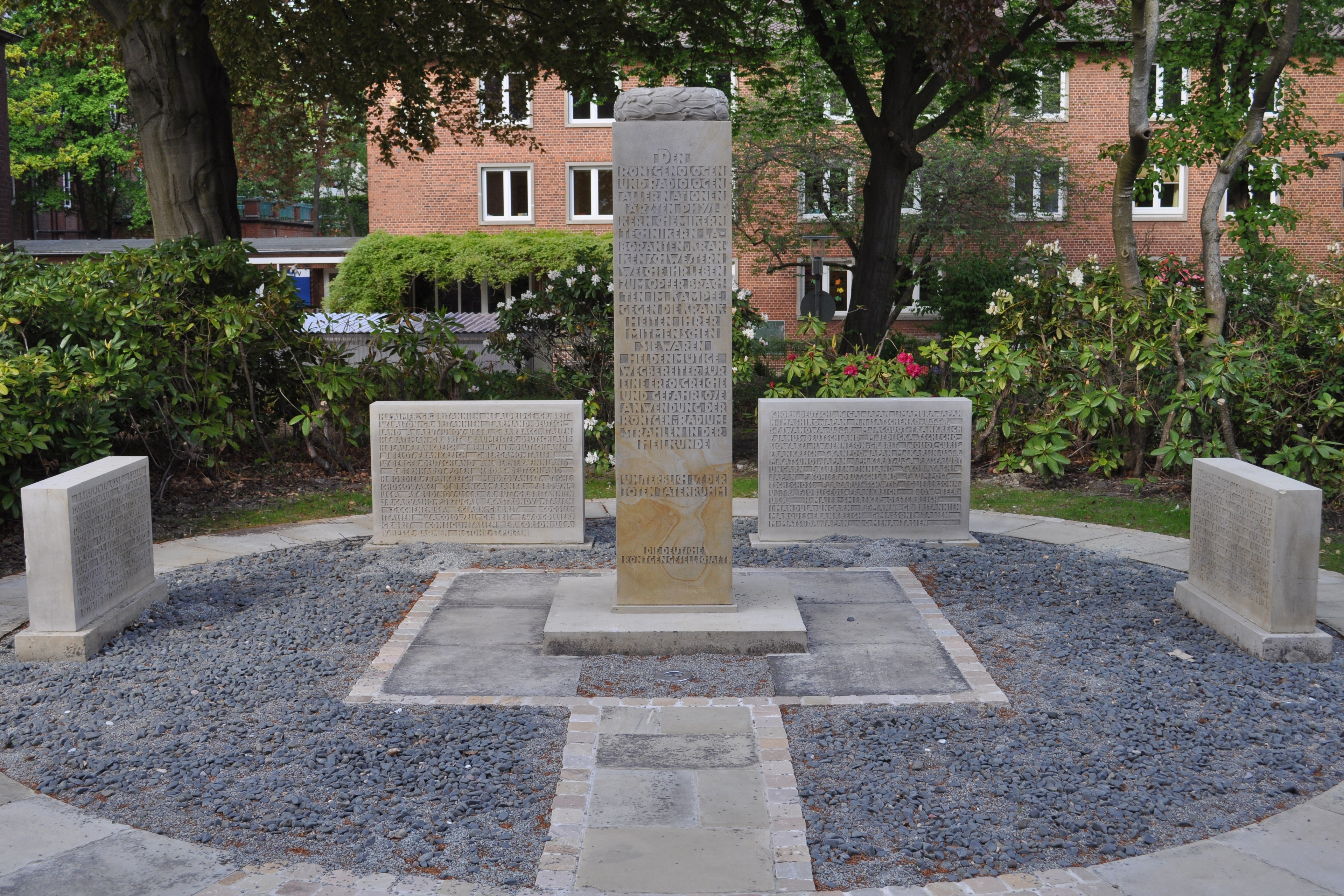
Мемориал Радиологии

Мемориал Радиологии — памятник в честь погибших от последствий воздействия рентгеновского излучения. Установлен в саду больницы Святого Георгия в Гамбурге, открыт 4 апреля 1936 г. Надпись на монументе гласит: «Памятник посвящается рентгенологам и радиологам всех наций, врачам, физикам, химикам, техникам, лаборантам и сестрам, пожертвовавшим своей жизнью в борьбе против болезней их ближних. Они героически прокладывали путь к эффективному и безопасному применению рентгеновских лучей и радия в медицине. Слава их бессмертна». Позже мемориал был дополнен ещё четырьмя стелами, в общем на монументе нанесены 359 имен, в том числе 13 наших соотечественников.

## Книга почета радиологов всех наций
Первое издание в 1937 году, второе издание книги - в 1960 г., третье издание — в 1992 г. В книге содержатся биографии людей, погибших от воздействия рентгеновского излучения из многих стран — Австралии, Австрии, Бельгии, Великобритании, Венгрии, Германии, Греции, Дании, Израиля, Индии, Испании, Италии, Нидерландов, Польши, Португалии, России (Арутюнов А.И., Баумгартен П., Будинов А.Т.,  Веселый М.Е., Гольдберг С.В., Григорьев С.П., Иванова-Подобед С.В., Либерзон И.Г., Розенблат И.М, .Розенцвейг Б.К., Штерман А.Ю.), США, Финляндии, Франции, Чехословакии, Швейцарии, Швеции, Югославии, Японии.